# Croton santolinus
Espèce
Croton santolinus est une espèce de plantes à fleurs du genre Croton et de la famille des Euphorbiaceae, présente au Pérou.
Il a pour synonyme :
- Oxydectes santonlina, (Baill.) Kuntze